# Новобурасское муниципальное образование
Новобурасское муниципальное образование — городское поселение в Новобурасском районе Саратовской области России.
Административный центр — рабочий посёлок (посёлок городского типа) Новые Бурасы.

## История
Создано в 2005 году. В 2013 году в его состав были включены все населённые пункты упразднённого Динамовского муниципального образования. В 2018 году были упразднены Елшанское и Лоховское муниципальные образования и включены в Новобурасское муниципальное образование.

## Население
| 2009  | 2010  | 2011  | 2012    | 2013    | 2014  | 2015  |
| ----- | ----- | ----- | ------- | ------- | ----- | ----- |
| 5980  | ↗6673 | ↗6683 | ↘6637   | ↘6590   | ↗7482 | →7482 |
| 2016  | 2017  | 2018  | 2019    | 2020    | 2021  |       |
| ↗7547 | ↘7542 | ↘7472 | ↗10 753 | ↘10 669 | ↘9023 |       |

## Населённые пункты
В состав сельского поселения входят 15 населённых пунктов:
| №  | Населённый пункт | Тип             | Население |
| -- | ---------------- | --------------- | --------- |
| 1  | Новые Бурасы     | рабочий посёлок | →5796     |
| 2  | Александровка    | деревня         | 34        |
| 3  | Алешкино         | деревня         | 13        |
| 4  | Бессоновка       | деревня         | ↘112      |
| 5  | Бурасы           | посёлок         | ↘507      |
| 6  | Гремячка         | село            | ↘502      |
| 7  | Динамовский      | посёлок         | ↘723      |
| 8  | Елшанка          | село            | ↘496      |
| 9  | Знание           | посёлок         | ↘150      |
| 10 | Красная Речка    | село            | ↘107      |
| 11 | Лох              | село            | ↘683      |
| 12 | Малая Каменка    | село            | 17        |
| 13 | Марьино-Лашмино  | село            | ↘495      |
| 14 | Медведицкий      | посёлок         | ↘193      |
| 15 | Михайловка       | деревня         | 34        |